# Charles Charlemont
Charles Charlemont (nacido como Louis Charles Pilet; París, 21 de noviembre de 1862-Saint-Germain-en-Laye, 31 de mayo de 1942) fue un boxer y entrenador de boxeo francés. Él es el hijo de Joseph Charlemont, se convirtió en uno de los más grandes savateur.
Charles Charlemont luchó y derrotó al boxeador Joe Driscoll en un combate llamado la Pelea del Siglo en 1899. Esta victoria llevó a la exportación del savate a otros países, como Estados Unidos y el Reino Unido, donde se enseñó a las fuerzas armadas como Defensa Automática. Uno de los estudiantes de último año de Charlemont fue el Conde Pierre Baruzy.